# Berthold von Wehingen

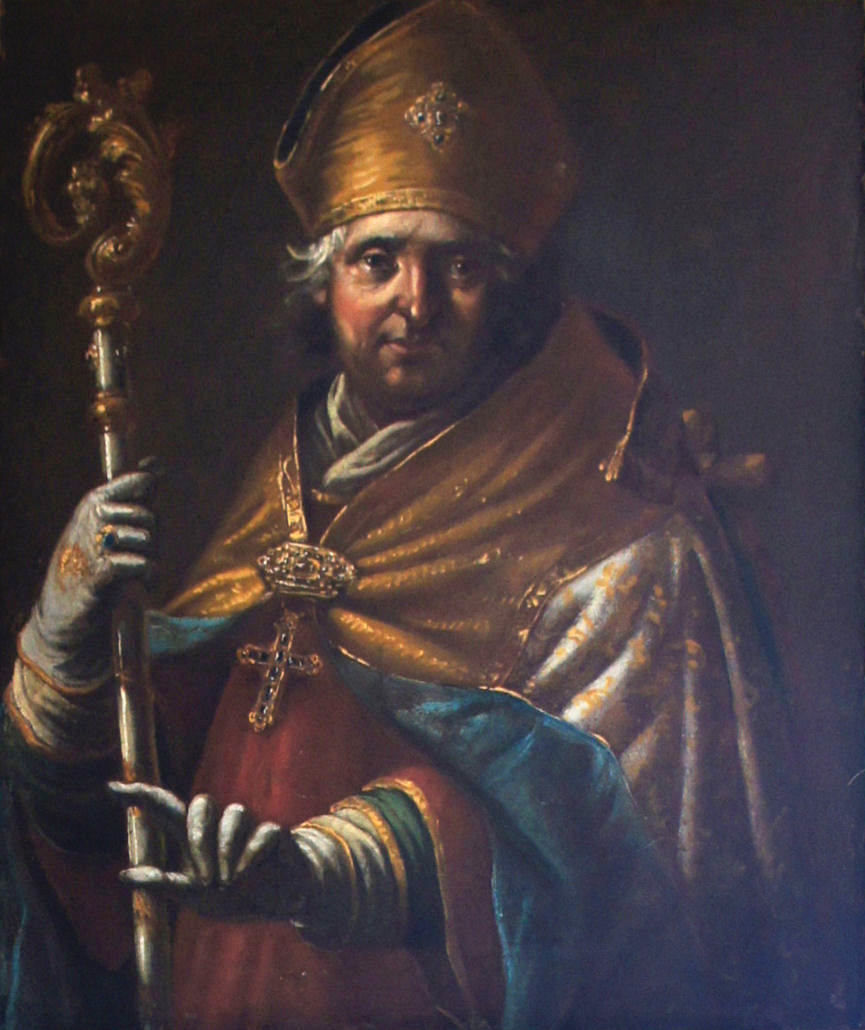
Berthold von Wehingen auf einem Gemälde im Fürstengang Freising

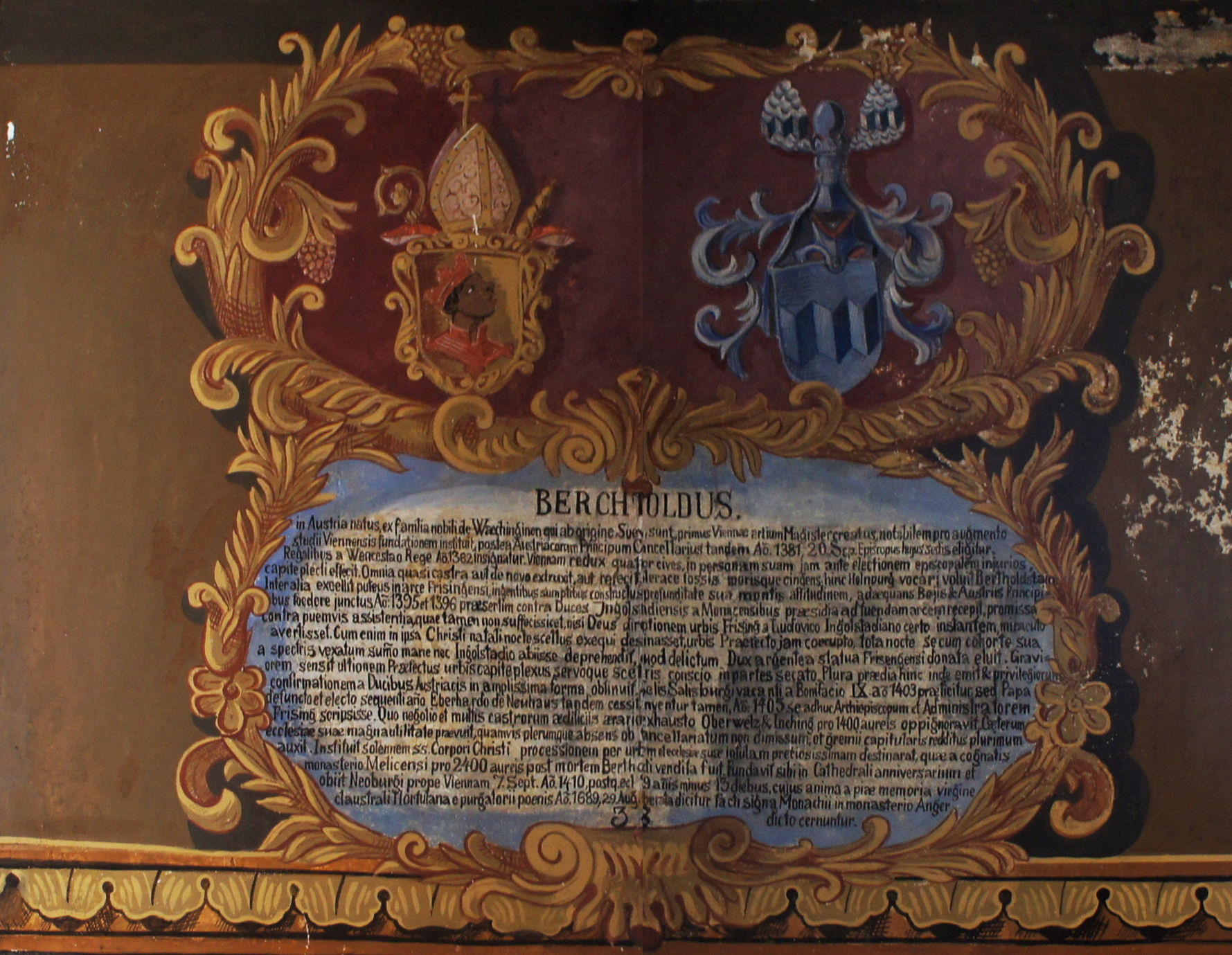
Wappentafel von Berthold von Wehingen im Fürstengang Freising

Berthold von Wehingen (auch Berthold von Vaihingen, * um 1345 bei Wien; † 1410 ebenda) war Bischof von Freising und kurzzeitig auch Gegen-Erzbischof von Salzburg. Er erlangte vor allem als Kanzler der österreichischen Herzöge große politische Bedeutung.

## Biografie

### Jugend und frühe Tätigkeit
Berthold von Wehingen aus dem Adelsgeschlecht Wehingen wurde um 1345 bei Wien geboren. Er studierte an den erst wenige Jahre zuvor gegründeten ältesten Universitäten Mitteleuropas, der Karls-Universität Prag (gegr. 1348) und der Universität Wien (gegr. 1365). Den Artistenmagister erlangte er 1373 in Wien. Mit diesem Ausbildungsweg gehörte er zu einer hochgebildeten Elite und war prädestiniert für den Einsatz in verschiedenen leitenden Verwaltungsfunktionen.
Von 1373 bis 1375 bekleidete er das Amt des Rektors der juristischen Universität Prag; in dieser Phase waren die vormaligen Fakultäten für einige Zeit selbstständig. Sein Wirken an dieser Institution fiel damit in die letzten Jahre des „goldenen Zeitalters Prags“, das mit dem Tode von Kaiser Karl IV. (* 1316; † 1378) endet.
Berthold von Wehingen wurde später Dompropst von St. Stephan in Wien.

### Berthold als Bischof von Freising
Von 1381 an war er über Jahrzehnte Landesherr der Besitzungen des Bistums Freising: Von 1381 bis 1404 als Bischof von Freising, von 1404 bis 1406 als Administrator und schließlich wieder als Bischof bis zu seinem Tode 1410. Berthold von Wehingen erlangte diese Funktion als Kandidat der Habsburger, denen es von 1377 bis 1443 durchgehend gelang, ihre Parteigänger gegen die Interessen der wittelsbacher Herzöge auf den Freisinger Bischofsstuhl zu bringen.

### Berthold als Gegenerzbischof von Salzburg
Von 1404 bis 1406 war Berthold von Wehingen auch Gegenerzbischof von Salzburg. Während die Wahl Eberhards III. von Neuhaus zum „Erwählten Erzbischof“ im Erzbistum Salzburg selbst allgemeine Zustimmung fand, war das österreichische Haus Habsburg reserviert, da es als Nachbar Salzburgs an der Vergrößerung seiner Machtbefugnisse sehr interessiert war. Vor allem Herzog Wilhelm war dabei sehr bedacht, im Nachbarland Salzburg einen eignen Vertrauten als Fürsterzbischof zu sehen. Auf Intervention von Herzog Wilhelm verwarf Papst Bonifatius IX. die Wahl des Salzburger Erzbischofs und ernannte den Bischof von Freising, Berthold von Wehingen, zum Erzbischof. Papst Innozenz VII. unterstützte als Nachfolger von Bonifatius ebenfalls Berthold von Wehingen und forderte zudem auch die Bürger von Wien auf, Erzbischof Berthold zu unterstützen. Dagegen wusste sich Eberhard von Neuhaus neben dem Domkapitel und den Salzburger Ständen die Unterstützung der Brüder Herzog Wilhelms, die ihrem ältesten Bruder feindlich gegenüberstanden, zu sichern. Auf Grund der hohen Schulden, die Berthold gegenüber der Kurie hatte, erklärte der Papst aber dann doch Eberhard zum Erzbischof und verwies Berthold zurück in sein Freisinger Bistum. Letztlich verzichtete auch Berthold selbst – gegen Übernahme seiner Schulden durch den Erwählten Salzburger Erzbischof und gegen eine stattliche jährliche Pension – auf seine Position. 1406 wurde darauf Eberhard III. von Neuhaus zum Bischof geweiht und damit auch formell Erzbischof.

### Weitere Aufgaben von Berthold
Parallel zu seiner Funktion als Bischof und Landesherr Freisings hatte er von 1381 bis 1410 auch das Amt des Kanzlers der habsburgisch österreichischen Herzöge inne, das in dieser Zeit typischerweise namhaften Persönlichkeiten geistlichen Standes mit juristischer Ausbildung verliehen wurde. Auf diese Weise stand er in den Diensten von Herzog Albrecht III. (mit dem Zopfe) reg. 1365–1395, Herzog Albrecht IV. (der Geduldige) reg. 1395 bis 1404 und Herzog Leopold IV. (der Dicke) reg. 1404 bis 1411.
Sein Wirkungsbereich als Kanzler war das Gebiet des heutigen Wiens, Niederösterreichs und Oberösterreichs. Die damals von den Habsburgern regierten Bereiche waren wesentlich größer und umfassten auch die Steiermark, Krain (heutiges Slowenien), Kärnten, Tirol, Vorarlberg und die (heute schweizerischen) Vorlande. Die Gebiete wurden in den Jahrzehnten seiner Kanzlerschaft meist von mehreren Familienmitgliedern getrennt verwaltet. Insbesondere war er auf Seiten von Herzog Leopold IV. an den teilweise bürgerkriegsartigen Auseinandersetzungen mit dessen Bruder Ernst dem Eisernen beteiligt, die um die Vormundschaft des neunjährigen Albrecht V. nach dem Tode von Herzog Albrecht IV. (1404) entbrennen. Die Situation klärte sich durch das Eingreifen der Landstände erst ein Jahr nach dem Tode Bertholds.
Durch seine beiden Funktionen, als Landesherr der freisingischen Besitzungen in Österreich und der österreichischen Kanzlerschaft gelang es ihm, die freisingischen Gebiete (Teile des heutigen Niederösterreichs) nachhaltig zu fördern: So betrieb er den Ausbau der Verteidigungsanlagen von Waidhofen an der Ybbs, den Ausbau der Burg Ulmerfeld und der Burg bei Hollenburg. Außerdem erreichte er für Enzersdorf, wo er den Bau der Stadtbefestigung Groß-Enzersdorf initiierte, die Erhebung zur Stadt.
Berthold von Wehingen gilt als bedeutender Förderer und Reformator der Universität Wien in der sensiblen Phase zwischen der Gründung der Universität (1365) und der päpstlichen Bewilligung der, für die Universität essentiellen theologischen Fakultät (1384).

### Tod und Grabstätte
Berthold von Wehingen starb 1410 in Wien und ist gemeinsam mit seinem Bruder Reinhard in der 1394 errichteten Wehingerkapelle im Kreuzgang des Stiftes Klosterneuburg unter prächtig gearbeiteten Grabsteinen beigesetzt.

## Würdigung
In Waidhofen an der Ybbs ist die Berthold von Wehingen-Straße nach ihm benannt.